# Hem-nisut
Hem-nisut (Königsdiener oder Königspersonen, selten auch nur als ḥm abgekürzt) ist eine altägyptische Bezeichnung für Personen in einem Abhängigkeitsverhältnis zu anderen, höher stehenden Personen. Die genaue Bedeutung von Hem-nisut ist in der Forschung umstritten. Die Bezeichnung ist schon vereinzelt aus dem Alten Reich bekannt, ist dann vor allem aber in dem Mittleren Reich gut bezeugt. Das weibliche Gegenstück des Titels war hemet (Dienerin).

## Belege
Die Hemu-nisut gehörten auf alle Fälle zu der untersten Bevölkerungsschicht. Sie wurden oft bei Zwangsarbeiten eingesetzt und aus diesem Kontext stammen einige Rechtsurkunden, die vor allem davon berichten, dass sie vor den Zwangsarbeiten davonliefen. Aus el-Lahun stammt ein Brief, in dem der Fall des Königsdieners Sobekemhab behandelt wird. Dieser war vor Arbeiten an der Pyramide von Amenemhet III. bei Hawara geflohen, wurde in das Gefängnis des Verhörens gebracht und von dort in das Büro des Berichterstatters. Dort wurde er so schlecht behandelt, dass er zu sterben drohte.
Eine große Anzahl Namen von Königsdienern erscheinen auch auf der Rückseite des Papyrus Brooklyn 35.1446. Aus dem Kontext des Papyrus geht hervor, dass sie sich im Besitz einer gewissen Senebtisi befanden. In dieser Liste führen einige von ihnen auch Titel, wie Hausverwalter, Friseurin oder Feldarbeiter.

## Rechtsstellung
Wie angedeutet ist die genaue Rechtsstellung dieser Personen umstritten. Oleg Berlev sah sie als Leibeigene, die dem Staat gehörten. Hayes dagegen bezeichnet sie als Sklaven. Andere sehen in ihnen einfache Leibeigene.